# 安尾笑
安尾 笑（やすお えみ、1993年6月10日 - ）は、日本の女子車いすバスケットボール選手。ポジションはフォワード。女子車いすバスケットボールチーム「九州ドルフィン」所属。車いすバスケットボール女子日本代表選手。

## 来歴
熊本県上益城郡益城町出身。両足に先天性の麻痺があるため子供の時から松葉杖を使用しており、スポーツに興味はなかった。九州学院高生だった17歳の時、ショッピングセンターで買い物中に偶然出会った平井美喜から車いすバスケットボールの勧誘を受けたが、当時は車いすに抵抗があり断った。
高校卒業後、熊本県庁に就職した後、新しいことを始めたいと思うようになり、車いすバスケットボールに勧誘されたことを思い出し、平井が所属していた「九州ドルフィン」に入団。車いすバスケットボール女子日本代表選手の平井とともに練習するうち、自身も日本代表入りを意識するようになる。2015年、IWBF女子U25車いすバスケットボール世界選手権に出場。2016年、熊本地震が発生し自身や親族も被災。県職員として復興に奔走しつつも日本代表入りへの思いは強く、2017年3月、徳永祐政の指導を仰ぐため県を退職して大分県に転居。2018年、インドネシアのジャカルタで開催されたアジアパラ競技大会で日本代表（A代表）に初選出。2021年、東京パラリンピックに出場した。
ディフェンスが得意

## 日本代表歴
- 2015 U25世界選手権 6位
- 2018 アジアパラ競技大会 準優勝
- 2019 アジアオセアニアチャンピオンシップス 3位
- 2021 東京パラリンピック 6位